# Остереження стовбура свердловини
Остереження стовбура свердловини (рос. исследование ствола скважины; англ. drill-hole survey, drill-hole inspection; нім. Bohrlochuntersuchung f) — процес з'ясовування прохідності печатки вздовж стовбура свердловини з метою перевірки стану експлуатаційної колони і стовбура свердловини, встановлення наявності в ньому дефектів (зім'ять, тріщин), підземного й аварійного (обірваних труб тощо) обладнання, зайвих предметів, визначення глибини вибою і рівня рідини.